# علی قربان‌زاده
علی قربان‌زاده (زادهٔ ۳۰ مهر ۱۳۵۷) بازیگر ایرانی است.

## راه‌یابی به سینما
مدرک تحصیلی او دیپلم در رشتهٔ ریاضی و فیزیک است. او با گذراندن دوره تجربی ساختن فیلم‌های انیمیشن در شرکت کلک خیال در سال ۱۳۷۳ و شروع فعالیت سینمایی با فیلم سیاوش (سامان مقدم) به عنوان بازیگر در سال ۱۳۷۷ کار خود را آغاز کرد.
او با حضور در فیلم سیاوش در کنار هدیه تهرانی شناخته شد. بلافاصله بعد از این فیلم در سری اول مجموعه داستان یک شهر ظاهر شد و بر شهرت خود افزود.

## فیلم سینمایی
- میلیونر میامی (۱۳۹۵ مصطفی احمدی)
- نهنگ عنبر سلکشن رؤیا (سامان مقدم)[۲] (۱۳۹۵)
- نهنگ عنبر (۱۳۹۳ سامان مقدم)
- یک عاشقانه ساده (۱۳۹۰ سامان مقدم)
- صد سال به این سال‌ها ۱۳۸۶
- غزل (۱۳۸۱ محمدرضا زهتابی)
- واکنش پنجم (۱۳۸۱ تهمینه میلانی)
- بی تو تنهایم (۱۳۸۱ قدرت‌الله صلح‌میرزایی)
- بانوی کوچک (۱۳۸۰ مهدی صباغ‌زاده)
- شب برهنه (۱۳۸۰ سعید سهیلی)
- هم‌کلاس (۱۳۸۰ سعید خورشیدیان)
- سیاوش (۱۳۷۷ سامان مقدم)

## شبکه خانگی
- ۱۳۹۱ - قلب یخی (فصل سوم)[۳]

## مجموعه تلویزیونی
- داستان یک شهر (۱۳۷۸)
- بدون شرح (۱۳۸۱)
- وارث (۱۳۸۲)
- هنگامه (۱۳۸۳)
- شبی از شب‌ها (۱۳۸۴)
- مدار صفر درجه (۱۳۸۶)
- شمس‌العماره (۱۳۸۸)
- نون و ریحون (۱۳۸۹)
- بی‌قرار (۱۳۹۲)
- دیوار به دیوار ۲ (۱۳۹۷)

## دیدگاه‌ها
قربان‌زاده از جمله ۱۴۰ هنرمند ایرانی بود که با امضاء طوماری در مورخ ۲۲ خرداد ۱۳۹۲، همراه با سایر اصلاح‌طلبان و اعتدالگرایان، ضمن قدردانی انصراف عارف به نفع روحانی، از نامزدی حسن روحانی در انتخابات ریاست جمهوری ۱۳۹۲ حمایت علنی کرد.